# 38 Batalion Ochrony Pogranicza
Samodzielny Batalion Ochrony Pogranicza nr 38 – samodzielny pododdział Wojsk Ochrony Pogranicza pełniący służbę ochronną na granicy polsko-niemieckiej.

## Formowanie i zmiany organizacyjne
Na podstawie rozkazu MON nr 055/org. z 20 marca 1948, na bazie Szczecińskiego Oddziału WOP nr 3, sformowano 8 Brygadę Ochrony Pogranicza, a 11 komendę odcinka WOP przemianowano na batalion Ochrony Pogranicza nr 38.
Rozkazem Ministra Obrony Narodowej nr 205/Org. z 4 grudnia 1948, z dniem 1 stycznia 1949, Wojska Ochrony Pogranicza podporządkowano Ministerstwu Bezpieczeństwa Publicznego. Zaopatrzenie batalionu przejęła Komenda Wojewódzka Milicji Obywatelskiej.
Z dniem 1 stycznia 1951, na podstawie rozkazu MBP nr 043/org z 3 czerwca 1950, na bazie 8 Brygady Ochrony Pogranicza, sformowano 12 Brygadę Wojsk Ochrony Pogranicza, a 38 batalion Ochrony Pogranicza przemianowano na 121 batalion WOP.

## Struktura organizacyjna
- dowództwo, sztab i pododdziały przysztabowe – Mieszkowice[6] 
  - strażnica nr 52 – Namyślin
  - strażnica nr 53 – Czelin
  - strażnica nr 54 – Stare Łysogórki
  - strażnica nr 55 – Stara Rudnica